# 쉰후이성

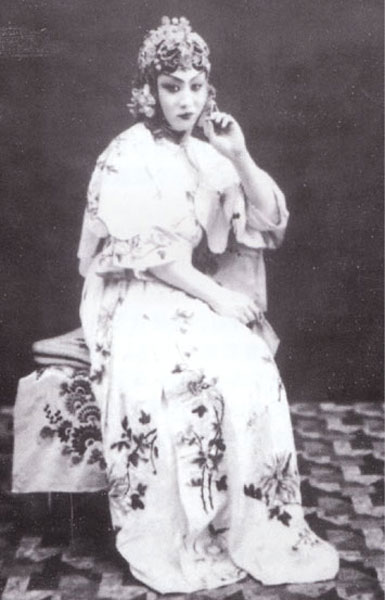

쉰후이성(중국어: 荀慧生, 병음: Xún Huìshēng, 한자음: 순해생, 1900년 1월 5일 ~ 1968년 12월 26일)은 중국의 경극 배우다. 상샤오윈, 청옌치우, 메이란팡과 함께 경극을 융성케 한 '4대 명단(四大名旦)' 중 한 사람이다
원래는 백모란(白牡丹)이라고 했다. 화단(花旦)에서 전향하여 희극적 인물의 연기가 능했다. 몸맵시는 요염하고 목소리는 고왔다. <협골향(俠骨香)>이나 그 밖에 50여편의 신작에서 인기를 획득하였다.